# Le Bouchet-Saint-Nicolas
Le Bouchet-Saint-Nicolas è un comune francese di 244 abitanti situato nel dipartimento dell'Alta Loira della regione dell'Alvernia-Rodano-Alpi.

## Società

### Evoluzione demografica
Abitanti censiti